# 姜振桐
姜振桐（1945年—），男，汉族，河北吴桥人，中国杂技表演艺术家，曾任第八届全国政协委员。